# Reign Forever World
Reign Forever World – trzeci minialbum deathmetalowej grupy muzycznej Vader, wydany w 2000 roku przez Metal Blade Records (świat), Metal Mind Productions (Polska), Avalon/Marquee Inc. (Japonia). Koncertowe utwory nagrano podczas Thrash'em All Festival, Olsztyn, Sierpień 2000. Płyta dotarła do 45. miejsca listy OLiS w Polsce.

## Lista utworów
Opracowano na podstawie materiału źródłowego.
| Nr  | Tytuł utworu                             | Słowa                | Muzyka                                           | Długość |
| --- | ---------------------------------------- | -------------------- | ------------------------------------------------ | ------- |
| 1.  | „Reign Forever World”                    | Łukasz Szurmiński    | Piotr Wiwczarek                                  | 04:01   |
| 2.  | „Frozen Paths”                           | Łukasz Szurmiński    | Piotr Wiwczarek                                  | 02:13   |
| 3.  | „Privilege of the Gods”                  | Łukasz Szurmiński    | Piotr Wiwczarek                                  | 04:55   |
| 4.  | „Total Desaster (cover Destruction)”     | Marcel Schirmer      | Marcel Schirmer, Mike Sifringer, Thomas Sandmann | 03:11   |
| 5.  | „Rapid Fire (cover Judas Priest)”        | Rob Halford          | Glenn Tipton, Rob Halford, K.K. Downing          | 03:21   |
| 6.  | „Freezing Moon (cover Mayhem)”           | Per Yngve Ohlin      | Øystein Aarseth                                  | 05:42   |
| 7.  | „Creatures of Light and Darkness (live)” | Paweł Frelik         | Piotr Wiwczarek                                  | 03:11   |
| 8.  | „Carnal (live)”                          | Paweł Wasilewski     | Piotr Wiwczarek                                  | 02:33   |
| 9.  | „Red Dunes”                              | utwór instrumentalny | Piotr Wiwczarek                                  | 01:13   |
| 10. | „Lord of Desert”                         | Paweł Frelik         | Piotr Wiwczarek                                  | 02:00   |
|     |                                          |                      |                                                  | 32:20   |

| Edycja japońska | Edycja japońska                          | Edycja japońska   | Edycja japońska                                  | Edycja japońska |
| Nr              | Tytuł utworu                             | Słowa             | Muzyka                                           | Długość         |
| --------------- | ---------------------------------------- | ----------------- | ------------------------------------------------ | --------------- |
| 1.              | „Reign Forever World”                    | Łukasz Szurmiński | Piotr Wiwczarek                                  | 04:01           |
| 2.              | „Frozen Paths”                           | Łukasz Szurmiński | Piotr Wiwczarek                                  | 02:13           |
| 3.              | „Privilege of the Gods”                  | Łukasz Szurmiński | Piotr Wiwczarek                                  | 04:55           |
| 4.              | „Total Desaster (cover Destruction)”     | Marcel Schirmer   | Marcel Schirmer, Mike Sifringer, Thomas Sandmann | 03:11           |
| 5.              | „Rapid Fire (cover Judas Priest)”        | Rob Halford       | Glenn Tipton, Rob Halford, K.K. Downing          | 03:21           |
| 6.              | „Freezing Moon (cover Mayhem)”           | Per Yngve Ohlin   | Øystein Aarseth                                  | 05:42           |
| 7.              | „North (live)”                           | Paweł Frelik      | Piotr Wiwczarek                                  | 02:13           |
| 8.              | „Forwards To Die! (live)”                | Piotr Wiwczarek   | Piotr Wiwczarek                                  | 02:11           |
| 9.              | „Creatures Of Light And Darkness (live)” | Paweł Frelik      | Piotr Wiwczarek                                  | 03:09           |
| 10.             | „Carnal (live)”                          | Paweł Frelik      | Piotr Wiwczarek                                  | 02:33           |
|                 |                                          |                   |                                                  | 33:29           |

## Twórcy
Opracowano na podstawie materiału źródłowego.
Zespół Vader w składzie
- Piotr "Peter" Wiwczarek – gitara rytmiczna, gitara prowadząca, gitara basowa śpiew, produkcja
- Maurycy "Mauser" Stefanowicz – gitara prowadząca
- Leszek "Shambo" Rakowski – gitara basowa[A]
- Krzysztof "Docent" Raczkowski – perkusja

Notatki
- A^ Tylko w utworach nagranych na żywo[11].

Produkcja
- Piotr Łukaszewski - realizacja
- Bartłomiej Kuźniak - mastering (Studio 333, Częstochowa, Wrzesień 2000)
- Massive Management - zdjęcia
- Jacek Wiśniewski - projekt okładki i wykonanie
- Paweł Frelik – słowa
- Łukasz Szurmiński – słowa
- Paweł Wasilewski – słowa

## Wydania
| Rok  | Nr katalogowy | Format            | Wydawca             | Region                 | Źródło |
| ---- | ------------- | ----------------- | ------------------- | ---------------------- | ------ |
| 2000 | MICP-10220    | CD, MiniAlbum     | Avalon/Marquee Inc. | Japonia                | [ 12 ] |
| 2001 | 3984-14365-2  | CD, MiniAlbum     | Metal Blade Records | Europa                 | [ 12 ] |
| 2001 | FO37CD        | CD, EP            | Фоно                | Rosja                  | [ 12 ] |
| 2001 | MMP CD 0120   | CD, MiniAlbum     | Metal Mind Records  | Polska                 | [ 12 ] |
| 2001 | MMP 0120      | Cass, MiniAlbum   | Metal Mind Records  | Polska                 | [ 12 ] |
| 2009 | BOBV157LP     | LP, MiniAlbum, RE | Back On Black       | Wielka Brytania/Europa | [ 12 ] |